# Галиция (дистрикт)
Ди́стрикт Гали́ция (нем. Distrikt Galizien — Округ Галиция) — оккупационное административно-территориальное образование, существовавшее в 1941—1944 годах на части территории Галиции.
Дистрикт (округ) Галиция был создан 1 августа 1941 года на временно оккупированной территории Тернопольской, Львовской и Ивано-Франковской областей Украинской ССР, включенной в состав Генерал-губернаторства, существовавшего с 1939 года на оккупированной Германией части территории Польши (остальная часть оккупированной территории Украинской ССР была включена в состав рейхскомиссариата Украина, кроме территорий аннексированных Румынией).

## История образования

Парад галицийских добровольцев во Львове, 1943 год. Кадр из кинохроники из германского киножурнала «Deutsche Wochenschau», 1943 год.

Губернаторами дистрикта (округа) Галиция были Карл фон Ляш (1941—1942), затем бригадефюрер СС Отто Вехтер.
На территории дистрикта (округа) Галиция легально или полулегально действовали многие украинские националистические организации, запрещённые на территории рейхскомиссариата Украина — ОУН (А.Мельник), Украинский центральный комитет (В.Кубийович), Украинский национальный совет (А. Ливицкий) и другие, выходило большое количество печатных изданий на украинском языке. Из числа местных жителей — украинцев были сформированы девять (с № 202 по № 208) батальонов германской вспомогательной полиции порядка, значительное число местных галицийцев—украинцев записалось в 1941 в полицейские формирования, действовавшие в рейхскомиссариате Украина, в 1943 из добровольцев — галицийских украинцев была набрана гренадерская дивизия СС «Галиция».

Ещё в первый год войны почти полностью было уничтожено еврейское население (см. Еврейские погромы на Западной Украине, Львовский погром и другие).
Дистрикт (округ) Галиция прекратил свое существование в конце июля 1944 года, когда в результате Львовско-Сандомирской операции РККА ВС Союза ССР был ликвидирован.

## Административное деление
В административном отношении дистрикт Галиция делился на следующие единицы:
- Штадтгауптманшафт Лемберг
- Крайсгауптманшафт Тарнополь
- Крайсгауптманшафт Бжежаны
- Крайсгауптманшафт Чортков
- Крайсгауптманшафт Дрогобыч
- Крайсгауптманшафт Гродек
- Крайсгауптманшафт Городенка
- Крайсгауптманшафт Калуш
- Крайсгауптманшафт Камонко-Струмилова
- Крайсгауптманшафт Коломеа
- Крайсгауптманшафт Лемберг-Ланд
- Крайсгауптманшафт Рава-Русская
- Крайсгауптманшафт Стрый
- Крайсгауптманшафт Самбор
- Крайсгауптманшафт Станислау
- Крайсгауптманшафт Злочов

## Население
Площадь дистрикта составляла более 48 тысяч квадратных километров. По состоянию на 15 сентября 1942 года в Дистрикте Галичина было 4 528 323 жителей, из них 14 366 немцев, 29 076 фольксдойче, 3 247 353 украинца, 955 821 поляк, 278 132 еврея и 5 575 лиц других национальностей.

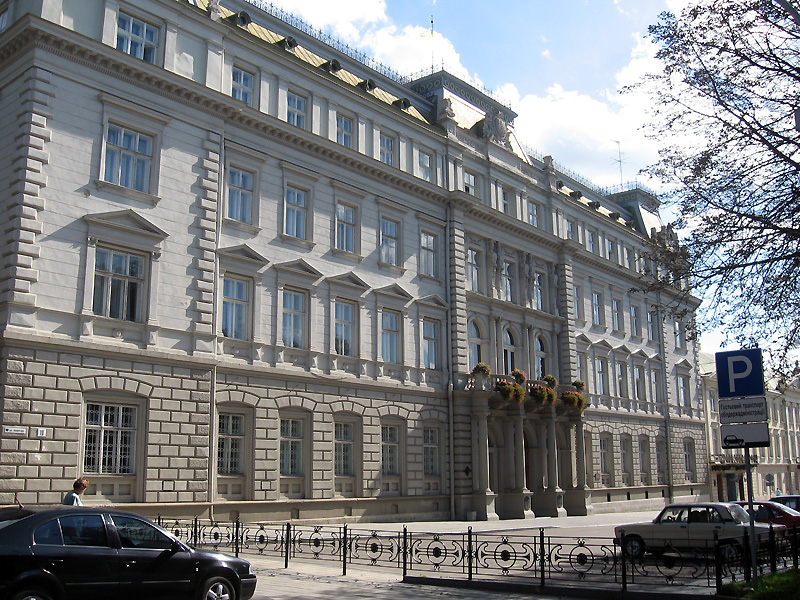
Здание администрации дистрикта Галиция во Львове. Современный вид

## Упоминания в культуре
В романе Петра Вершигоры «Люди с чистой совестью» упоминается переход отряда партизан на территорию дистрикта:
В селе, в котором, по приказу Ковпака, стали размещаться мы на рассвете, люди отвечали одно:

— За тем кордоном — «дистрикт»!

— Чего, чего? — прищурился Руднев. — Какой такой «дистрикт»?

— Галычина, — отвечали дядьки. — Дистрикт — по-немецкому.

— Это что такое? — спросил меня комиссар.

Но ни я, ни учитель Базыма, ни инженер Войцехович ни архитектор Тутученко никогда в жизни не слыхали подобной премудрости. Я стал расспрашивать мужиков о значении этого слова.

— Ну что там, за той проволокой? Там что, порядки другие?

— Ага ж, ага ж! — отвечали мужики. — Други порядки, други гроши, друга власть.

— Как другая власть? Тоже ведь немцы?

— Та немцы ж. Только власть друга. Там хорватов от Павелича и полицаев нема и в помине.

— Это уже интересно! — сказал Руднев.

Он особенно не любил эту пакость. Порядочно надоели они нам на Ровенщине и Волыни.

— А какие деньги?

Из толпы выдвинулся усатый крестьянин, видимо бывший солдат. Откашлявшись, он стал вежливо и толково объяснять:

— Там, проше пана товарища комиссара, польски злоты ходят. У нас, к примеру, украинские карбованцы, а там польски злоты. У нас за одну марку десять карбованцев надо платить. А злотых всего два на одну марку. Там цукер, газ-карасина. Значит — и одежа есть. Туда за контрабандой ходят.